# Кристуру-Секуеск
Кристуру-Секуеск (рум. Cristuru Secuiesc, венг. Székelykeresztúr) — город в Румынии в составе жудеца Харгита.

## История
Упоминается в документах с 1333 года. В 1459 году получил право на проведение ярмарок.
В 1849 году здесь провёл последнюю ночь перед сражением при Сегешваре венгерский повстанец, поэт Шандор Петёфи (в 1928 году ему здесь был поставлен памятник).
Когда в 1933 году был убит премьер-министр Ион Георге Дука, посёлок был на некоторое время переименован в его честь.
В 1956 году Кристуру-Секуеск получил статус города.